# Mario Lemina
Mario Lemina (Libreville, 1 september 1993) is een Frans voetballer van Gabonese afkomst die doorgaans als centrale middenvelder speelt. Hij verruilde Wolverhampton Wanderers in februari 2025 voor Galatasaray. Lemina debuteerde in 2015 in het Gabonees voetbalelftal.

## Clubcarrière

### FC Lorient
Lemina speelde vanaf zijn elfde voor FC Lorient. Hij debuteerde hiervoor op 22 januari 2013 in het eerste elftal, tijdens een wedstrijd in het toernooi om de Coupe de France tegen CS Sedan. Daarnaast speelde hij dat jaar tien wedstrijden voor de club in de Ligue 1. Lemina begon ook met Lorient aan het seizoen 2013/14, maar maakte in september 2013 een transfer.

### Olympique Marseille
Die zomer vertrok hij naar Olympique Marseille. Hier tekende hij een vijfjarig contract. Lemina speelde in de volgende twee jaar meer dan veertig wedstrijden voor de club, waarmee hij in die tijd achtereenvolgens als zesde en als vijfde eindigde in de Ligue 1. 

### Juventus
Marseille verhuurde Lemina in augustus 2015 voor een jaar aan Juventus. Dat bedong daarbij een optie tot koop ter hoogte van €9.500.000,-, plus eventueel €1.000.000,- extra aan eventuele bonussen. Hij speelde dat jaar tien wedstrijden in de Serie A voor de Italiaanse club, waarmee hij zowel het landskampioenschap als de nationale beker won. Juventus lichtte in april 2016 de koopoptie in zijn contract, waarna Lemina een verbintenis tot medio 2020 tekende. Uitgroeien tot basisspeler bij de Italiaanse club lukte alleen niet.

### Southampton
Lemina tekende in augustus 2017 een contract tot medio 2022 bij Southampton, de nummer acht van de Premier League in het voorgaande seizoen. Het betaalde circa €17.000.000,- voor hem aan Juventus, dat daarbij tot circa €3.000.000,- aan eventuele bonussen in het vooruitzicht kreeg. Daarmee was hij op dat moment de duurste aankoop ooit voor Southampton. Op 19 augustus maakte hij tegen West Ham United zijn debuut voor de club. Op 3 februari 2018 maakte hij tegen West Bromwich Albion zijn eerste en enige doelpunt dat seizoen voor Southampton.
Na twee seizoenen bij Southampton, waarin hij goed was voor 52 wedstrijden en twee goals, werd hij vervolgens twee seizoenen verhuurd. Eerst aan Galatasaray, waar hij 28 wedstrijden speelde en eenmaal scoorde.

### Fulham
In het seizoen 2020/21 werd Lemina uitgeleend aan competitiegenoot Fulham, waar hij dertig wedstrijden speelde in alle competities en ook eenmaal scoorde. Dat deed hij tegen Liverpool in een 1-0 overwinning. Het was de eerste keer in de geschiedenis van de club dat Liverpool zes achtereenvolgende competitiewedstrijden in Anfield verloor. Het was ook de tweede keer in de geschiedenis van Fulham dat het won van Liverpool.

### OGC Nice
In de zomer van 2021 werd Lemina definitief verkocht, aan OGC Nice, voor een bedrag van naar verluidt zo'n 5,5 miljoen euro. Daar maakte hij op 8 augustus tegen Stade de Reims zijn debuut. Op 22 december scoorde hij tegen RC Lens zijn eerste goal voor de club. Lemina speelde anderhalf jaar voor OGC Nice en kwam daarin tot 56 wedstrijden en drie doelpunten. Ook stond hij in de finale van de Coupe de France, die met 0-1 verloren ging tegen FC Nantes.

### Wolverhampton Wanderers
In de winter van 2023 keerde Lemina terug in de Premier League, waar hij een contract voor tweeënhalf jaar tekende bij Wolverhampton Wanderers, dat elf miljoen voor hem over had. Op 14 januari maakte hij tegen West Ham United zijn debuut voor de club. Op 28 oktober maakte hij tegen Newcastle United zijn eerste doelpunt voor de club. 

## Clubstatistieken
| Seizoen | Club                    | Competitie     | Competitie | Competitie | Beker | Beker | Internationaal | Internationaal | Totaal | Totaal |
| Seizoen | Club                    | Competitie     | Wed.       | Dlp.       | Wed.  | Dlp.  | Wed.           | Dlp.           | Wed.   | Dlp.   |
| ------- | ----------------------- | -------------- | ---------- | ---------- | ----- | ----- | -------------- | -------------- | ------ | ------ |
| 2012/13 | FC Lorient              | Ligue 1        | 10         | 0          | 4     | 0     | —              | —              | 14     | 0      |
| 2013/14 | FC Lorient              | Ligue 1        | 4          | 0          | 0     | 0     | —              | —              | 4      | 0      |
| 2013/14 | Olympique Marseille     | Ligue 1        | 14         | 0          | 3     | 0     | 4              | 0              | 21     | 0      |
| 2014/15 | Olympique Marseille     | Ligue 1        | 23         | 2          | 2     | 0     | —              | —              | 25     | 2      |
| 2015/16 | Olympique Marseille     | Ligue 1        | 4          | 0          | 0     | 0     | —              | —              | 4      | 0      |
| 2015/16 | → Juventus              | Serie A        | 10         | 2          | 2     | 0     | 1              | 0              | 13     | 2      |
| 2016/17 | Juventus                | Serie A        | 19         | 1          | 2     | 0     | 7              | 0              | 28     | 1      |
| 2017/18 | Southampton             | Premier League | 25         | 1          | 4     | 0     | —              | —              | 29     | 1      |
| 2018/19 | Southampton             | Premier League | 21         | 1          | 2     | 0     | —              | —              | 23     | 1      |
| 2019/20 | → Galatasaray           | Süper Lig      | 20         | 0          | 4     | 1     | 4              | 0              | 28     | 1      |
| 2020/21 | → Fulham                | Premier League | 28         | 1          | 2     | 0     | —              | —              | 30     | 1      |
| 2021/22 | OGC Nice                | Ligue 1        | 32         | 2          | 4     | 0     | —              | —              | 36     | 2      |
| 2022/23 | OGC Nice                | Ligue 1        | 14         | 0          | 1     | 0     | 5              | 1              | 20     | 1      |
| 2022/23 | Wolverhampton Wanderers | Premier League | 19         | 0          | 0     | 0     | —              | —              | 19     | 0      |
| 2023/24 | Wolverhampton Wanderers | Premier League | 35         | 4          | 4     | 1     | —              | —              | 39     | 5      |
| 2024/25 | Wolverhampton Wanderers | Premier League | 17         | 1          | 2     | 0     | —              | —              | 19     | 1      |
| 2024/25 | Galatasaray             | Süper Lig      | 12         | 1          | 4     | 0     | —              | —              | 16     | 1      |
| 2025/26 | Galatasaray             | Süper Lig      | 1          | 0          | 0     | 0     | 0              | 0              | 1      | 0      |
| Totaal  | Totaal                  | Totaal         | 308        | 16         | 40    | 2     | 21             | 1              | 369    | 19     |

Bijgewerkt tot en met 8 augustus 2025.

## Interlandcarrière
Lemina werd geboren in Gabon, maar verhuisde al op jonge leeftijd naar Frankrijk. Hij won met Frankrijk –20 in 2013 het wereldkampioenschap voetbal onder 20 in Turkije. Hij debuteerde op 13 augustus 2013 in Frankrijk –21, in een oefenwedstrijd tegen Duitsland -21. Hij viel na rust in voor Jean-Christophe Bahebeck. Lemina koos er in 2015 voor om zijn geboorteland te vertegenwoordigen en maakte op 9 oktober van dat jaar zijn debuut in het Gabonees voetbalelftal, in een oefeninterland tegen Tunesië (3–3 gelijkspel). Hij maakte na een uur spelen bij een 3–1 achterstand zijn eerste interlanddoelpunt. Lemina speelde op 14 november 2015 zijn eerste competitieve interland voor Gabon, een wedstrijd in de tweede ronde van het kwalificatietoernooi voor het wereldkampioenschap voetbal 2018, tegen Mozambique. In de beslissende strafschoppenreeks miste hij. Desondanks ging Gabon door naar de volgende ronde via een door Pierre-Emerick Aubameyang benutte strafschop.

## Erelijst
| Competitie          |          |                  |          |          |
| Competitie          | Aantal   | Jaren            |          |          |
| Juventus            | Juventus | Juventus         | Juventus | Juventus |
| ------------------- | -------- | ---------------- | -------- | -------- |
| Kampioen Serie A    | 2x       | 2015/16, 2016/17 |          |          |
| Coppa Italia        | 2x       | 2015/16, 2016/17 |          |          |
| Galatasaray         |          |                  |          |          |
| Süper Lig           | 1x       | 2024/25          |          |          |
| Turkse voetbalbeker | 1x       | 2024/25          |          |          |
| Frankrijk –20       |          |                  |          |          |
| Wereldkampioen –20  | 1x       | 2013             |          |          |